# Haemulon chrysargyreum
Haemulon chrysargyreum (Günther, 1859) è un pesce osseo marino appartenente alla famiglia Haemulidae.

## Distribuzione e habitat
H. chrysargyreum è endemico dell'oceano Atlantico occidentale tropicale con areale che va dallaFlorida meridionale alle isole brasiliane Atol das Rocas e Fernando de Noronha comprendendo le Bahamas e il mar dei Caraibi. 
Frequenta le barriere coralline e i fondi duri in posizioni esposte al mare, è comune fra i coralli ramificati del genere Acropora. I giovanili si trovano soprattutto nelle praterie di Thalassia.
La distribuzione batimetrica va da 0 a 25 metri di profondità.

## Descrizione
Questa specie ha corpo abbastanza affusolato, con dorso poco elevato. Gli occhi sono grandi mentre la bocca è orizzontale, piccola, e non raggiunge la verticale del bordo anteriore della pupilla, il muso è corto. La colorazione è argentea con 5 o 6 strisce gialle longitudinali disposte anche sul ventre; le strisce sono dritte e di larghezza uniforme. Le pinne sono gialle.
La taglia massima raggiunge i 23 cm, comunemente si attesta attorno ai 17 cm.

## Biologia

### Comportamento
Durante il giorno staziona in banchi nei pressi delle formazioni coralline mentre di notte si sposta in acque aperte per nutrirsi. Forma gruppi misti con il mullide Mulloidichthys martinicus, che ha colorazione simile. È una specie timida, difficile da approcciare.

### Alimentazione
Si nutre di zooplancton soprattutto copepodi, anfipodi, ostracodi, gamberetti e stadi larvali di crostacei. Rientrano nella sua dieta anche crostacei, molluschi e policheti bentonici.

### Riproduzione
Si tratta di una specie ovipara.

### Predatori
La letteratura cita casi di predazione da parte dello squalo Carcharhinus perezii

## Pesca
Vista la piccola taglia viene pescato solo occasionalmente e non ha importanza economica.

## Conservazione
H. chrysargyreum è da comune ad abbondante in tutto l'areale e non è soggetta a pesca commerciale o sportiva. L'unica minaccia che ipoteticamente potrebbe mettere a rischio questa specie è la degradazione degli habitat costieri utilizzati dai giovanili. La lista rossa IUCN classifica questa specie come "a rischio minimo".